# Acalymma coruscum
Acalymma coruscum es un coleóptero de la familia Chrysomelidae.
Fue descrita científicamente por primera vez en 1875 por Harold.